# 光正寺古墳

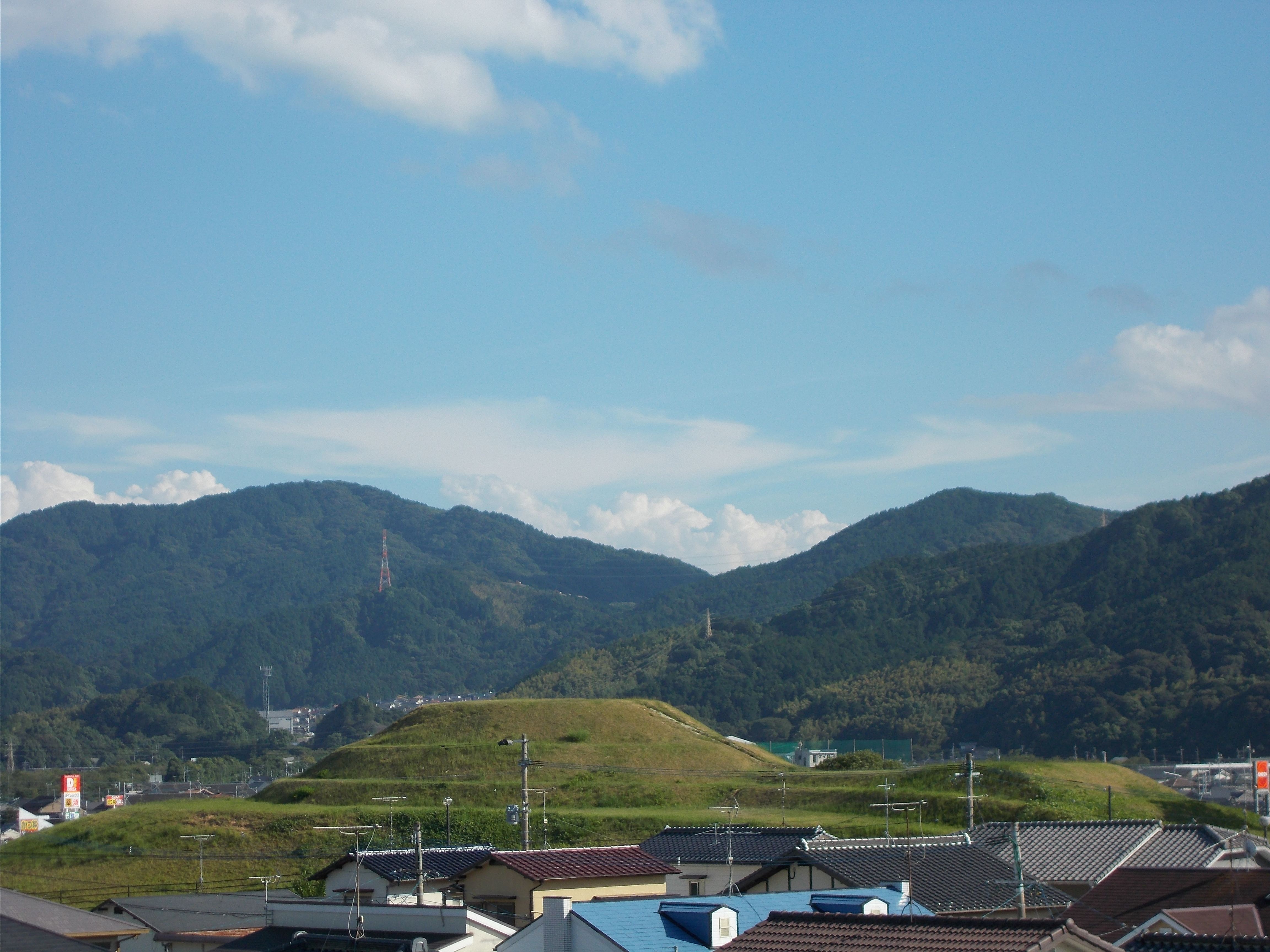
七夕池古墳から望む光正寺古墳

光正寺古墳（こうしょうじこふん）は、福岡県糟屋郡宇美町光正寺2丁目にある古墳時代前期（3世紀中頃から後半）の前方後円墳。

## 地理
福岡平野東端部、現在の宇美町北西端の標高約46 m の東西に延びる丘陵上に位置する。多々良川支流の宇美川の流域にあたり、川の右岸から約700 m 離れた場所にある。当古墳の約300 m 北西の志免町田富には4世紀の円墳である七夕池古墳がある。

## 経緯
1953年（昭和28年）に福岡高校の教員であった森貞次郎が測量を実施し古墳の存在が明らかになり、1970年代から宇美町が国や福岡県の協力により墳墓部分の土地を順次町有化し、1975年6月26日、七夕池古墳と同時に史跡に指定された。1996年（平成8年）から1998年（平成10年）にかけて発掘調査が実施された。

## 構造
前方部を北西に、後円部を南東に向けた前方後円墳で、墳丘全長約54 m 、後円部径約34 m 、前方部長さ約20 m 。前方部が2段築成、後円部が3段築成で、2段目以上は石葺きである。
後円部に埋葬施設があり、箱式石棺3基、割竹形木棺1基、土器棺1基が存在した。また墳墓内からは勾玉・管玉や土師器の高坏・甕・壺・大型壺などが出土しこれらは宇美町立歴史民俗資料館に収蔵された。
糟屋郡内最大の前方後円墳であり、被葬者は現在の糟屋地域を当時支配していた豪族または王と考えられている。またこのことから、「魏志倭人伝」において奴国から東へ百里の場所にある国として記載されている不弥国が当地に所在したとするの説もある。

## 光正寺古墳公園
発掘調査終了後、古墳は1999年（平成11年）から翌2000年（平成12年）にかけて公園として整備された。墳丘を盛土で覆い、築造当初の形状で復元したが、公園施設として周囲の緑地と一体的に利用するため、葺石は復元せず表面は芝生としている。墳丘の頂上に登ることができる。
緑道（勝田線跡）に面した一角には「ガイダンス広場」と称する広場があり、本来の葺石のある姿の墳丘を5分の1の縮尺で再現した模型が設置されている。

## 交通
- 西鉄バス深町バス停下車、徒歩約5分。
- 宇美町巡回バス「ハピネス号」光正寺古墳公園前バス停下車